# Frénouville
Frénouville – miejscowość i gmina we Francji, w regionie Normandia, w departamencie Calvados.
Według danych na rok 1990 gminę zamieszkiwało 1266 osób, a gęstość zaludnienia wynosiła 196 osób/km² (wśród 1815 gmin Dolnej Normandii Frénouville plasuje się na 178. miejscu pod względem liczby ludności, natomiast pod względem powierzchni na miejscu 764.).